# Dieter Borsche
Dieter Borsche (25 de octubre de 1909 - 5 de agosto de 1982) fue un actor alemán.

## Biografía
Su nombre completo era Dieter Albert Eugen Rollomann Borsche, y nació en Hannover, Alemania, siendo su madre una cantante de oratorios y su padre el músico Willi Borsche. En sus comienzos quería ser bailarín, llegando a tomar lecciones de Yvonne Georgi y Harald Kreutzberg. Entre 1930 y 1935 estuvo contratado como bailarín de ballet por la Ópera de Hanóver. También aprendió interpretación en la Escuela de Teatro Blech, empezando su carrera como actor de carácter en Weimar. Posteriormente actuó en Kiel (1935), Danzig (1939 a 1942) y Breslavia (1942 a 1944). 
Borsche actuó hasta 1944, participando incluso en representaciones ante público de la Schutzstaffel en Auschwitz. Ese año fue reclutado por la Wehrmacht, resultando herido en Eifel y hecho prisionero de guerra. En el Bosque bávaro se reencontró con su familia, y trabajó allí un tiempo como carpintero y fabricante de juguetes.
En 1946 Bernhard Minetti llevó a Borsche al Teatro de Kiel. Además de actuar, también fue director entre 1947 y 1949. Su mejor etapa como actor teatral llegó en los años 1960, cuando ya era un conocido actor cinematográfico. En 1963, en el Freie Volksbühne de Berlín, fue el Papa Pío XII en la obra de Rolf Hochhuth El vicario. En 1964 asumió el papel titular en la pieza de Heinar Kipphardt In der Sache J. Robert Oppenheimer, y en 1965 hizo lo propio en La indagación, obra escrita por Peter Weiss. Hizo en 1978 una última gira por Alemania representando la pieza Geliebter Lügner, de Jerome Kilty, en la cual actuaba también Barbara Rütting.
Su carrera en el cine se inició en 1935 con Alles weg’n dem Hund, una película de Weiß Ferdl que no obtuvo un gran éxito. Tras la Segunda Guerra Mundial, su gran oportunidad llegó con la cinta Nachtwache (1949), marcando su papel de Imhoff un punto de inflexión en su trayectoria.
Su mejor período se inició a partir del estreno de la película de Rudolf Jugert Es kommt ein Tag (1950), en la cual actuó con Maria Schell. Borsche se convirtió en uno de los actores más destacados de la posguerra, actuando a menudo con las actrices Ruth Leuwerik, Maria Schell o Gisela Uhlen.
Fue el intérprete ideal de personajes  honestos como príncipes, oficiales y médicos, aunque en los años 1960 intentó romper su encasillamiento encarnando a malvados, como fue el caso de la cinta basada en un texto de Edgar Wallace Die toten Augen von London (1961) y la miniserie Das Halstuch. También en televisión, actuó en la serie británico alemana Paul Temple, trabajando junto a Francis Matthews y Ros Drinkwater en el episodio Mord in München.
Borsche ya tuvo en los años 1930 signos de atrofia muscular, enfermedad que fue evolucionando con el paso de los años, y que en la década de 1970 le obligó a dejar las actuaciones ante la pantalla. A partir de entonces trabajó como actor y narrador en emisiones radiofónicas, aunque en ocasiones actuó sobre los escenarios, aunque utilizando una silla de ruedas. De ese modo participó en representaciones de Equus, de Peter Shaffer, y Duett für eine Stimme, de Tom Kempinski.
Dieter Borsche falleció en Núremberg, Alemania, en el año 1982. Fue enterrado en el Cementerio de Öjendorf, en Hamburgo. Se había casado tres veces. Su primera esposa fue la escenógrafa Ursula Poser, con la que estuvo casado 23 años, y con la cual tuvo tres hijos, entre ellos el camarógrafo y director Kai Borsche. Tras divorciarse, en 1960 se casó con Monika Drum, con la que tuvo un hijo. De nuevo divorciado, en 1970 
se casó con la actriz Ulla Willick, con la que vivió en Núremberg hasta su muerte.

## Filmografía (selección)
- 1935: Alles weg’n dem Hund
- 1937: Wie einst im Mai
- 1938: Preußische Liebesgeschichte
- 1939: Die Geliebte
- 1939: Die kluge Schwiegermutter
- 1941: Jungens
- 1949: Nachtwache
- 1950: Es kommt ein Tag
- 1950: Der fallende Stern
- 1951: Dr. Holl
- 1951: Sündige Grenze
- 1951: Fanfaren der Liebe
- 1952: Vater braucht eine Frau
- 1952: Herz der Welt
- 1952: Die große Versuchung
- 1953: Der Kaplan von San Lorenzo
- 1953: Muß man sich gleich scheiden lassen?
- 1953: Fanfaren der Ehe
- 1953: Königliche Hoheit
- 1954: Le guérisseur
- 1954: Ali Baba es les quarante voleurs
- 1954: Escale à Orly
- 1955: Ich war ein häßliches Mädchen
- 1955: San Salvatore
- 1955: Die Barrings
- 1956: Wenn wir alle Engel wären
- 1956: Rot ist die Liebe
- 1957: Königin Luise
- 1957: Nachts im Grünen Kakadu
- 1958: Zwei Herzen im Mai
- Tiempo de amar, tiempo de morir (A Time to Love and a Time to Die), de Douglas Sirk (1958)
- 1958: U 47 – Kapitänleutnant Prien
- 1958: Die Beklagte (telefilm)
- 1959: O Wildnis (telefilm)
- 1959: Affäre Dreyfus (telefilm)
- 1960: Ein Thron für Christine
- 1960: Das hab’ ich in Paris gelernt
- 1960: Sabine und die 100 Männer
- 1960: Gaslicht (telefilm)
- 1961: Die toten Augen von London
- 1962: Das Halstuch (miniserie)
- 1962: Die glücklichen Jahre der Thorwalds
- 1962: Die kleinen Füchse (telefilm)
- 1962: Der rote Rausch
- 1962: Muß i denn zum Städtele hinaus
- 1962: Ein Toter sucht seinen Mörder
- 1962: Das Feuerschiff
- 1963: Scotland Yard jagt Dr. Mabuse
- 1963: Der schwarze Abt
- 1963: Der Henker von London
- 1964: Doktor Murkes gesammeltes Schweigen (telefilm)
- 1964: Das Phantom von Soho
- 1964: Ein Frauenarzt klagt an
- 1964: Der Schut
- 1964: Die Goldsucher von Arkansas
- 1965: Die schwedische Jungfrau
- 1965: Durchs wilde Kurdistan
- 1965: Im Reiche des silbernen Löwen
- 1966: Das Lächeln der Gioconda (telefilm)
- 1966: Angeklagt nach § 218
- 1966: Der Vogel läßt das Singen nicht (telefilm)
- 1966: Der schwarze Freitag (telefilm)
- 1966: Cliff Dexter (serie TV), episodio Katze und Maus
- 1967: Wenn Ludwig ins Manöver zieht
- 1968: Lady Hamilton – Zwischen Schmach und Liebe
- 1968: Berliner Antigone (telefilm)
- 1968: Der Arzt von St. Pauli
- 1968: Der Reformator (telefilm)
- 1970: Der Pfarrer von St. Pauli
- 1970: Paul Temple (serie TV), episodio Mord in München
- 1970: Dem Täter auf der Spur (serie TV), episodio Puppen reden nicht
- 1970: Der Kommissar (serie TV), episodio Drei Tote reisen nach Wien
- 1971: Der Kommissar (serie TV), episodio Ein rätselhafter Mord
- 1971: Preußen über alles … (miniserie)
- 1972: Max Hölz. Ein deutsches Lehrstück (telefilm)
- 1972: Alpha Alpha (serie TV), episodio Ein begabtes Kind
- 1972: Mit dem Strom (telefilm)
- 1972–1973 : Algebra um Acht (serie TV)
- 1973: Immobilien (telefilm)
- 1974: Der kleine Doktor (serie TV), episodio Zu viele Ärzte
- 1974: Die letzten Tage von Gomorrha (telefilm)
- 1975: Der Kommissar (serie TV), episodio Eine Grenzüberschreitung
- 1975: Der Strick um den Hals (miniserie)
- 1977: Graf Yoster gibt sich die Ehre (serie TV), episodios Doppelfolge: Müßiggang ist aller Listen Anfang y Ein Maler und sein falsches Bild
- 1977: Es muß nicht immer Kaviar sein (serie TV), episodio Nachtigall 17 ruft
- 1977: Kinderseele (telefilm)
- 1977: Sonderdezernat K1 (serie TV), episodio Zwei zu eins für’s SK 1
- 1981: Goldene Zeiten – Bittere Zeiten (serie TV)

## Actor de voz
Como actor de voz, dobló, entre otros actores, a Gunnar Björnstrand, David Niven y Max von Sydow.

## Radio (selección)
- 1969: Ein unerhörtes Spiel, de Inger Christensen, dirección de Heinz von Cramer, Süddeutscher Rundfunk
- 1970: Hallo, hier spricht der Tod, de Louis C. Thomas, dirección de Walter Niklaus, Saarländischer Rundfunk
- 1972: Einmal ist jeder dran, de Bernd Lau, dirección de Walter Adler y Bernd Lau, Südwestfunk
- 1975: Alice im Wunderland, a partir de Lewis Carroll, dirección de Heinz von Cramer, Westdeutscher Rundfunk/Hessischer Rundfunk
- 1976: Ein anderer K., de Günter Kunert, dirección de Hans Rosenhauer, Norddeutscher Rundfunk
- 1979: Babel 1929 – Die Abenteuer eines Traumdetektivs (Haus der tausend Stockwerke), de Jan Weiss, dirección de Andreas Weber-Schäfer, Süddeutscher Rundfunk
- 1979: Triptychon, de Max Frisch, dirección de Walter Adler, Deutschlandfunk/Süddeutscher Rundfunk/Sender Freies Berlin/Westdeutscher Rundfunk
- 1980: Die Pforten des Paradieses, de Jerzy Andrzejewski, dirección de Hans Ulrich Minke, Rundfunk im amerikanischen Sektor

## Premios
- 1951 y 1952: Premio Bambi a la estrella más popular del año
- 1974: Filmband in Gold de los Deutscher Filmpreis por su trayectoria cinematográfica
- 1979: Orden del Mérito de la República Federal de Alemania